# Home Invasion
"Home Invasion" es el segundo episodio de la primera temporada de la serie American Horror Story, el cual se estrenó en FX el 12 de octubre de 2011. El episodio fue coescrito por Ryan Murphy y Brad Falchuk y dirigido por Alfonso Gómez-Rejón.
En el episodio, Ben Harmon (Dylan McDermott) se dirige a Boston para hablar con la estudiante que tuvo la aventura en el primer episodio (la estrella invitada Kate Mara). Mientras está ausente, su esposa, Vivien (Connie Britton), y su hija, Violet (Taissa Farmiga), lidian con tres invasores quiénes quieren volver a representar un asesinato que ocurrió en la casa en 1968.

## Trama

### 1968
Tres chicas de una hermandad invitan a dos compañeras, María (Rosa Salazar) y Gladys (Celia Finkelstein) a ir con ellas a un concierto de The Doors. Se niegan a ir y el trío se va. Gladys mira la televisión, mientras María estudia. Un hombre ensangrentado toca la puerta y pide por ayuda. María, estudiante de medicina, intenta asistirlo pero no consigue descubrir el origen de su hemorragia, descubriendo que la herida es falsa. El hombre golpea a Maria. Cuando despierta, María se encuentra en la sala. El hombre le dice que se desvista y se ponga su uniforme de enfermera antes de atarla. María le reza a Dios, a pesar de que el hombre le dice que Jesús no la puede salvar. El hombre desaparece por un momento, luego procede a apuñalarla varias veces en la espalda.

### 2011
Ben (Dylan McDermott) se encuentra con una nueva paciente, Bianca (Mageina Tovah), quien está fascinada por "la casa del crimen". Luego recibe una llamada de su examante y exestudiante, Hayden (Kate Mara), quien le dice que está embarazada y que necesita apoyo para tener un aborto. Él le miente a Vivien (Connie Britton), diciéndole que un paciente tiene necesidad de verlo en Boston.
Constance (Jessica Lange) cocina un pastel mezclado con jarabe de ipecacuana y se los trae para Vivien, insistiendo que sean dados a Violet (Taissa Farmiga). Ella le dice a Vivien que son un regalo de disculpa por la invasión de Addie (Jamie Brewer) en la casa de los Harmon. Ella siente que Vivien está embarazada, y Vivien confiesa sus miedos sobre que algo con el bebé no está bien. Constance le asegura que su bebé está bien. Luego le confiesa que Addie es una de cuatro hijos que ella dio a luz, todos deformes en alguna manera excepto uno. Vivien le lleva el pastel a Violet, quien le dice a su madre que ella sabe que está embarazada. También revela que ella cree que su madre es débil por pensar que el nuevo bebé la acercará a Ben.
Un trío de asesinos entusiastas, incluyendo a Bianca, entran a la casa y capturan a Vivien y Violet. El trío, dirigido por Fiona (Azura Skye), quieren hacer un homenaje y re-actuar los brutales asesinatos de María y Gladys. Violet intenta escapar y se choca con Tate (Evan Peters), quien le dice que necesita que los atraiga al sótano. Violet es capturada, pero convence a Fiona que la bañera original utilizada para ahogar a Gladys fue trasladada al sótano.
Dallas (Kyle Davis), el tercer intruso, cuida a Vivien. Bianca se come un pedazo del pastel con ipecacuana y comienza a vomitar. Bianca busca a los otros y se topa con Tate, quien la mata clavándole un hacha en su estómago. En el sótano, Fiona pierde de vista a Violet. Dallas busca a Fiona en el sótano, sólo para encontrarla con su garganta cortada antes que él sea asesinado de la misma manera.
Constance, Tate, y Moira mayor (Frances Conroy) entran al sótano. Tate afirma que Gladys y María asesinaron a Dallas y Fiona. Los tres se ponen de acuerdo con deshacerse de los cuerpos, revelando que quieren que Ben siga tratando a Tate.
Cuando se da cuenta de que perdió todas las llamadas perdidas en su teléfono, Ben deja la clínica de aborto con Hayden y se apura para llegar a su casa. La policía le dice a los Harmon que encontraron a Bianca, cortada a la mitad, en la vereda cerca de la casa y presumen que los invasores "desaparecidos" la asesinaron, dejando la casa en estado de pánico. Ben es sorprendido cuando descubre que Tate estaba en la casa durante el ataque, especialmente desde que siente que Tate ha cruzado la línea en involucrarse con Violet. Violet saca a relucir que al menos Tate estaba allí para ayudarlos, a diferencia de Ben. Violet se disculpa por llamar a Vivien débil, y Vivien decide vender la casa.

## Producción
El episodio fue coescrito por Brad Falchuk y Ryan Murphy, mientras que Alfonso Gómez-Rejón lo dirigió. 

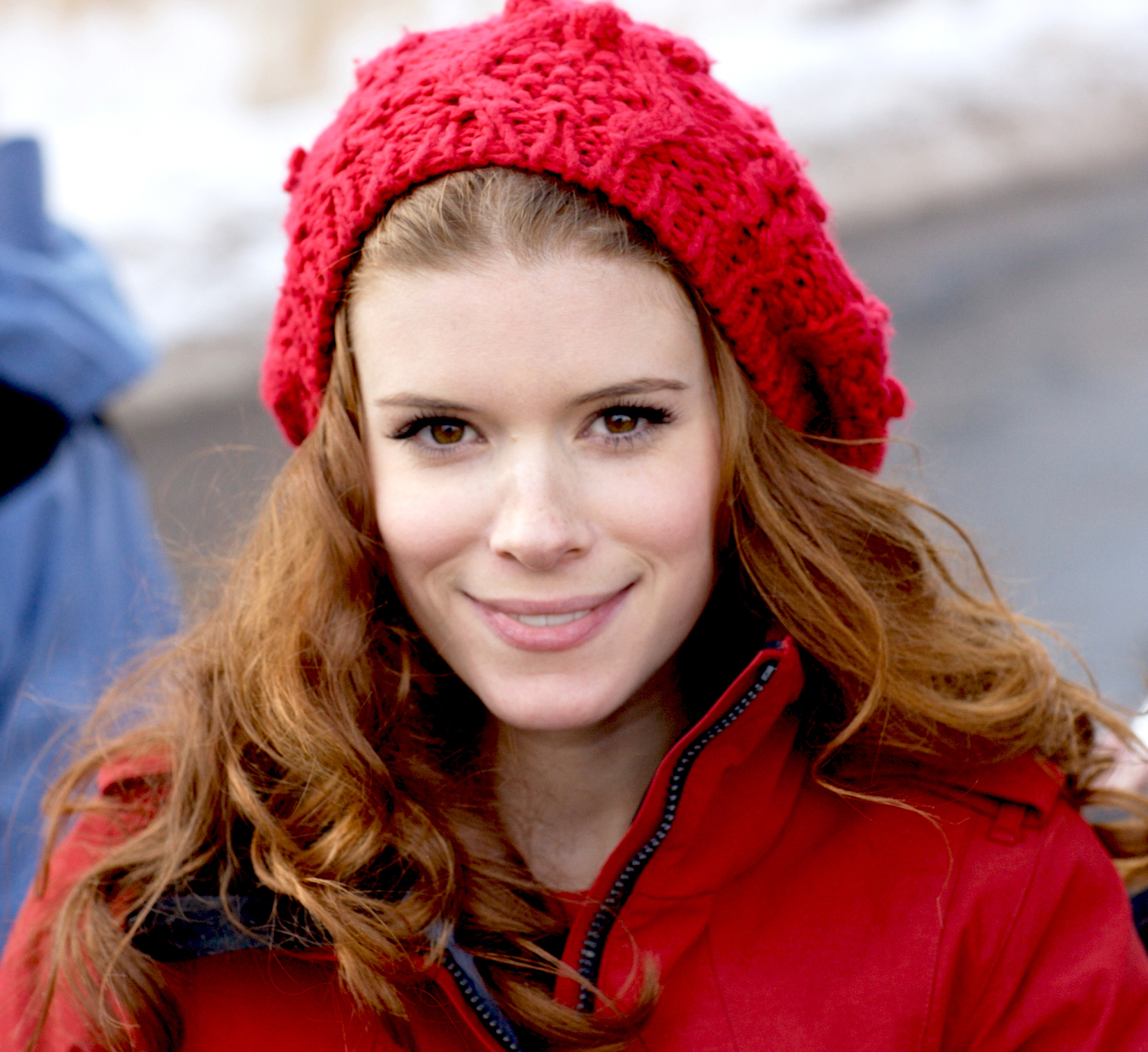
Kate Mara fue elogiada por el cocreador de la serie Ryan Murphy.

Murphy habló de Ben dejando a Hayden en la clínica al final del episodio, y el futuro del personaje de ella. "Lo interesante de eso es que siempre me gusta dejar un poco para sorpresas," dijo. "Hayden entra y ciertas cosas le suceden, y Kate Mara fue tan excepcional en el papel que seguimos escribiendo de ella en la sala de redacción. Lo mismo con Lily Rabe como Nora [quién interpreta a una de las ex-propietarias de la casa y sale en el episodio de la próxima semana, "Murder House"]. Hacen sus escenas tan bien y los escritores aman escribir para aquellas mujeres así que las seguimos trayendo."

## Recepción y ratings
Matt Flower en su crítica para IGN le dio al episodio una puntuación de 8, diciendo que "Home Invasion" fue una "sorpresa agradable y escalofriante" y elogió la escena de apertura, "¡Qué escena de apertura tan aterradora! Qué gran estilo y tono terrorrífico que tuvo en él." Todd VanDerWerff de The A.V. Club le dio una C al episodio.
Se estima que fue visto por 2.46 millones de espectadores y tuvo una puntuación de 1.4. 